# Međunarodni festival rane glazbe Canite et psallite
Canite et psallite (lat. Pjevajte i svirajte) je međunarodni festival rane glazbe koji se održava u Zagrebu jednom godišnje. Traje jedan dan. Prvi se održao 2009. godine. Održava se u okviru „Noći glazbe u Zagrebu". Mjesto održavanja je Napretkov kulturni centar u Bogovićevoj. Organizira ga Udruga Prosoli - Sveta glazba. Utemeljitelj Noći glazbe u Zagrebu - Alojzije Prosoli. Producentica Noći glazbe u Zagrebu - Neda Prosoli. Sudjelovali su razni solisti i sastavi iz Hrvatske i inozemstva. 2018. nastupili su VIS Šušanj, Oliver Rogošić na guslama, Luca Piccioni na lutnji, Officium de San Francisco iz SAD, Ensemble Anonima frottolisti iz Italije.